# 郭建军
郭建军，中华人民共和国政治人物、全国脱贫攻坚先进个人。

## 生平
郭建军任陕西省铜川市耀州区人民医院院长（挂职），盐城市第一人民医院医务处处长。因在脱贫攻坚战中作出突出贡献，2021年2月25日全国脱贫攻坚总结表彰大会上，郭建军被授予“全国脱贫攻坚先进个人”。